# Saint-Aoustrille
Saint-Aoustrille é uma comuna francesa na região administrativa do Centro, no departamento Indre. Estende-se por uma área de 20,11 km². Em 2010 a comuna tinha 229 habitantes (densidade: 11,4 hab./km²).